# Aleksandr Ovečkin
Aleksandr Mihajlovič Ovečkin (rus: Александр Михайлович Овечкин; Moskva, 17. rujna 1985.) ruski je profesionalni hokejaš na ledu. Igra na poziciji lijevog krila, a danas je kapetan NHL momčadi Washington Capitalsa. U siječnju 2008. potpisao je 13-godišnji ugovor s Capitalsima vrijedan 124 milijuna dolara, što je najbogatiji ugovor u povijesti NHL-a.
Ovečkina su Washington Capitalsi birali kao prvi izbor prvog kruga NHL drafta 2004. godine. Budući da je sezona 2004./05 otkazana, zbog štrajka igrača, Ovečkin je tek sezonu kasnije zaigrao u najjačoj hokejaškoj ligi svijeta i osvojio Calder Memorial Trophy za najboljeg novaka lige. U sezoni 2007./08. bio je najbolji igrač regularnog dijela NHL sezone sa 112 poena (65 golova i 47 asistencija), te time osvojio Art Ross Trophy i Maurice Richard Trophy. Iste sezone dobio je nagradu Lestera B. Pearsona za najboljeg igrača sezone u izboru svojih kolega. Kao jedna od najvećih svjetskih hokejskih zvijezda Ovečkin je imenovan i službenim veleposlanikom Zimskih olimpijskih igara održanih 2014. u Sočiju.

## National Hockey League

### Washington Capitals
Za prvi izbor drafta 2004., na tzv. draft lutriji, borili su se Washington i Pittsburgh. Iako je Ovečkin odmalena obožavao Pittsburgh - zbog svog igračkog idola Marija Lemieuxa - od prvog dana prihvatio je Washington kao svoj klub. Pittsburgh je tako ostao bez Ovečkina pa je kao 2. izbor izabrao drugu rusku zvijezdu Jevgenija Malkina. No, zbog štrajka lige svoju prvu utakmicu u NHL-u Ovečkin je odigrao tek u listopadu 2005. Dok je čekao rasplet u NHL-u, skupljao je iskustvo u ruskoj ligi gdje je bio zvijezda broj 1. Ovečkin je tijekom tih dana intenzivno učio i engleski, najviše uz filmove i sportske TV programe, tako da je po dolasku u NHL mogao davati intervjue i bez prevoditelja.
Pittsburgh Penguinsi su prije početka sezone 2005./06., kao prvi izbor na draftu, izabrali Sidneya Crosbya, godinu dana nakon što su Capitalsi zakaparili Ovečkina. Crosby i Ovečkin su tako 2005./06. dobili priliku zajedno debitirati u NHL-u. Te se godine rodio rivalitet dvije nadolazeće zvijezde, koji je NHL-u bio prijeko potreban, u godinama kad su popularnost i rejting lige bili ozbiljno poljuljani. Dolaskom u NHL Ovečkin je u prvoj utakmici postigao dva gola, a strijelac barem jednoga gola bio je na svojih prvih osam utakmica. Nikada prije njega to nije uspjelo ni jednom jedinom 1. izboru NHL drafta. U svojoj prvoj sezoni demonstrirao svu raskoš svoga talenta, ostvarivši čak 106 poena, što mu je donijelo titulu rookieja godine (Calder Memorial Trophy), upravo ispred Crosbya. Ni druga sezona nije bila loša, međutim, 92 poena bila su malo u usporedbi s Crosbyjevih 120, koji je te godine pobrao mnogobrojne nagrade i priznanja.
Početak sezone 2007./08., doduše, nije nagovještavao velike stvari. Iako je Ovečkin pružao odlične igre, njegovi Capitalsi bili su na dnu poretka, a time i njegov učinak nije popraćen u medijima. Ali, sredinom sezone dolazi do velikog preokreta. Washington počinje nizati pobjede, a njegove brojke sve su impozantnije. Njegov trud nagradili su čelnici Capitalsa 13-godišnjim ugovorom vrijednim 124 milijuna dolara. To je, naime, prvi ugovor u povijesti NHL lige koji premašuje iznos od osam znamenaka. Do tog trenutaka Ovečkin je zabilježio 130 pogodaka i 120 asistencija u samo 206 odigranih utakmica.
Capitalsi su na kraju uspjeli dohvatiti play-off, ponajviše zahvaljujući Ovečkinu koji se zaustavio na brojci od 112 poena u 82 utakmice. Time je osvojio Art Ross Trophy, za igrača s najviše ostvarenih poena u regularnom dijelu NHL sezone, preuzevši nagradu od prošlogodišnjeg pobjednika Crosbya. Također, sa 65 postignutih pogodaka, Ovečkin je osvojio i Maurice Richard Trophy, ušavši tako u izabrano društvo onih koji su uspjeli u jednoj sezoni osvojiti ova dva trofeja. Osim osvojenih trofeja, Ovečkin je srušio i mnoge rekorde, pa je tako ušao u povijest kao lijevo krilo koje je zabilo najviše pogodaka u jednoj sezoni NHL-a, kao jedini Rus koji je u istoj sezoni osvojio Art Ross i Maurice Richard Trophy. Nagradu najkorisnijeg igrača (Hart Memorial Trophy) osvojio u konkurenciji Jevgenija Malkina (47 golova, 59 asistencija) iz Pittsburga i Jaromea Iginle (50 golova i 48 asistencija) iz Calgaryja.
U novoj sezoni ponovio je sjajne prošlogodišnje rezultate. Na svečanosti u Las Vegasu Ovečkin je nagradu Hart Trophy osvojio i drugu uzastopnu godinu u konkurenciji svoja dva sunarodnjaka Pavela Dacjuka (Detroit Red Wings) i Jevgenija Malkina. Tako je ponovio uspjeh legendarnog češkog vratara Dominika Hašeka koji je 1997. i 1998. godine povezao dvije uzastopne nagrade za MVP-a sezone. Ovečkinu su ujedno dodijeljene još dvije nagrade, Rocket Richard Trophy, koji se dodjeljuje najboljem strijelcu lige u regularnom dijelu (56 golova), kao i nagradu Lestera B. Pearsona za najboljeg igrača sezone u izboru svojih kolega. U sezoni 2009./10. početkom veljače 2010. Ovečkin je u gostujućoj pobjedi svoje momčadi kod New York Rangersa 6:5 upisao dva gola i asistenciju čime je probio granicu od 500 ostvarenih bodova u NHL ligi. Peti je igrač u povijesti lige kojem je to uspjelo unutar pet prvih sezona, i to u samo 373 odigrane utakmice. Bila je to i 12. pobjeda Capitalsa u nizu, što je njihov klupski rekord.

## Izvan leda[10]

### Sportska obitelj
Ovečkin se rodio 17. rujna 1985. u Moskvi kao mlađi sin u pravoj sportskoj obitelji. Otac Mihail bio je solidan profesionalni nogometaš, a majka Tatjana poznata košarkašica (rođena Kabajeva). Njegova majka u bogatoj zbirci medalja ima i dva olimpijska zlata, iz 1976. u Montrealu te 1980. u Moskvi, titulu svjetskih prvakinja te šest titula europskih prvakinja. Uz to je u velikoj anketi sportskih dnevnih novina Sport Express proglašena i najboljim razigravačem Rusije 20. stoljeća. Ovečkin je broj 8 koji nosi na dresu izabrao u čast majci koja je s tim brojem godinama uspješno igrala košarku za Rusiju.

### Najveći ugovor u povijesti
Prije nego što je Ovečkinu istekao 3-godišnji rookie ugovor, po kojem je zaradio oko 3,9 milijuna američkih dolara (najveći mogući iznos za novaka), Ted Leonsis, vlasnik Washington Capitalsa ponudio mu je novi ugovor. U siječnju 2008. pozvao ga je k sebi u ured da se dogovore, a na iznenađenje svih Ovečkin je na pregovore stigao samo u društvu roditelja, ali bez agenta ili odvjetnika kao što je uobičajeno. Agenta je otpustio 14 mjeseci prije. Pregovori su trajali puna četiri sata, razgovori su se vodili od 6-godišnjeg pa do 12-godišnjeg ugovora, a rezultat tog sastanka je 13-godišnji ugovor vrijedan rekordnih 124 milijuna američkih dolara, što je najveći iznos koji je neka NHL momčad ikad potpisala s nekim igračem.
Tako je Ovečkin pristao da će u prvih šest sezona svake godine zaraditi po 6 milijuna dolara, a u preostalih sedam u svakoj po 10 milijuna dolara. Uz to je Ovečkin u ugovor dobio klauzulu kako ga mogu zamijeniti u drugi klub samo uz njegovo odobrenje.

## Vanjske poveznice
- Profil na NHL.com
- Profil na The Internet Hockey Database
- Profil na Eurohockey.net